# ایزوبوتیلن
ایزوبوتیلن (Isobutylene) یک هیدروکربن بااهمیت در صنعت است.
ایزوبوتیلن تکپار مصرفی در ساخت لاستیک بوتیل است و از تقطیر مشتقات گازی نفت بدست می‌آید.